# Elisabeth Kanneworf
Elisabeth Kanneworff (født 1890) var den første kvindelige danske svømmemester. Hun vandt 100 meter fri svømning i 1909.